# У країні коралового дерева
У країні коралового дерева (нім. Im Land des Korallenbaums) — перший роман німецької письменниці Софії Каспарі, виданий 2011 році. Автор створила історію, в які є все: екзотика Аргентини, справжня дружба і щире кохання.

## Сюжет
Події відбуваються у 1863 році.
Анна слідом за своєю родиною відправляється на кораблі «Космос» в Буенос-Айрес. Їх малих заощаджень не вистачило на те, щоб відразу переселитися туди всім разом. Випадок на кораблі зводить її з Юліусом, заможним хлопцем, який вирішив залишити спокійне життя під крилом батьків і відправитися в далекі краї. Його підбурює жага пригод і бажання довести собі, що він чогось вартий в цьому житті. Анна і Юліус належать до різних верств суспільства: він подорожує в окремій каюті, вона тулиться на ліжку середньої палуби.
Анна старанно гасить загорівся в серці вогник інтересу до цього чоловіка, адже вона любить чоловіка, свого Калеба. Знайомиться Анна і ще з одним представником вищого суспільства — з Вікторією, яка також їде в Аргентину до чоловіка. Невідкладні справи покликали чоловіка Вікторії, багатого землевласника дона Умберто, на батьківщину, на північ Аргентини.
Анна і Юліус під час шляху проводять багато часу разом. Але на березі Юліус втратив Анну, хоча і не хотів її відпускати.
На новій землі кожного чекає своє життя і на жаль, зруйновані мрії. Вікторія усвідомлює, що вона лише марна прикраса в будинку батьків чоловіка, який вважає за краще проводити ночі в борделі, а не в подружній спальні. Єдиною радістю стане заборонене кохання до брата, чоловіка Педро. За цю порочну пристрасть їй доведеться дорого заплатити. А Анна зрозуміє, що обіцяної казки тут немає і лише вона може витягнути сім'ю з зневіри і злиднів.

## Персонажі
- Анна Вайнбреннер
- Калеб Вайнбреннер
- Генрих і Елізабет Брунер — батьки Анни.
- Ленхен Брунер — молодша сестра Анни.
- Едуард Брунер
- Густав Брунер (Дон Густав)
- Юліус
- Вікторія
- Умберто
- Педро — брат Умберто народжений від індіанки.
- Піт Штедефройнд
- Міхель Ренц
- Дженни — маленький безквитковий пасажир на кораблі «Космос»

Разом з Юліусом на «Космосі» пливли:
- Теодор Хабіх — натураліст, художник і шукач пригод, який сподівався відкрити нові види рослин.
- Пауль Клауссен — географ, сприймав усі білі плями на карті як особисту образу.
- Йенс Йенсен — молодий комерсант.

## Інші книги серії Аргентина
1. У країні коралового дерева
2. Лагуна фламінго